# Cryptographis terminalis
Cryptographis terminalis là một loài bướm đêm trong họ Crambidae.